# ماساتو ساکای
 ماساتو ساکای (انگلیسی: Masato Sakai؛ زادهٔ ۱۴ اکتبر ۱۹۷۳) هنرپیشهٔ اهل ژاپن است که از سال ۱۹۹۲ میلادی تاکنون مشغول فعالیت بوده‌است. وی در ۳۱مین جشنواره فیلم یوکوهاما برندهٔ جایزهٔ بهترین بازیگر مرد شد.